# Aly Keita
Aly Keita (Västerås, 8 de dezembro de 1986) é um futebolista guineano que atua como goleiro. Atualmente, está sem clube.
Nascido na Suécia, representou a Seleção Guineana em 3 edições da Copa das Nações Africanas.

## Carreira
Revelado pelo IK Oden, Keita fez toda sua carreira profissional na Suécia, atuando por Skiljebo SK, Syrianska IF Kerburan (duas passagens, chegando a ser capitão da equipe) e Västerås SK antes de chegar ao Östersunds FK em novembro de 2013. Pelo ÖFK, foi campeão da Copa da Suécia de 2016–17.
Em agosto de 2016, durante o jogo contra o Jönköpings Södra, o goleiro foi agarrado e agredido por um torcedor de 17 anos, que foi preso em seguida. A partida, que estava empatada por 1 a 1, foi abandonada perto do final. Este foi o segundo jogo abandonado na Primeira Divisão, após Malmö e IFK Göteborg terem deixado o gramado após torcedores lançarem sinalizadores no gramado.
Em junho de 2024, o Östersunds anunciou que Keita foi afastado do elenco principal depois que o goleiro foi considerado suspeito de vários crimes, entre eles dirigir sob efeito de drogas e lavagem de dinheiro - ele negou, afirmando que o valor de 600 mil coroas suecas encontrado em sua casa era o prêmio recebido após os jogos com a Seleção Guineana. Ele, que havia igualado o recorde de partidas oficiais pelo ÖFK (212, até então pertencente ao zagueiro Lars Oscarsson), teve seu contrato rescindido em setembro.

## Carreira internacional
Filho de um guineano e de uma norueguesa, Keita decidiu representar a Seleção Guineana em abril de 2018. Sua estreia pela Syli National foi na vitória por 2 a 0 sobre Ruanda, pelas eliminatórias da  Copa das Nações Africanas do ano seguinte, que foi também seu primeiro torneio internacional pela Guiné, tendo atuado contra Madagáscar na fase de grupos. A campanha da Guiné foi encerrada nas oitavas-de-final, após perder por 3 a 0 para a Argélia.
Foi titular nas 4 partidas da seleção na Copa Africana de 2021 e reserva na edição de 2023, não sendo utlizado em nenhum jogo.

## Estatísticas

### Internacional
| Seleção | Ano   | Partidas | Gols |
| ------- | ----- | -------- | ---- |
| Guiné   | 2018  | 3        | 0    |
| Guiné   | 2019  | 6        | 0    |
| Guiné   | 2020  | 3        | 0    |
| Guiné   | 2021  | 6        | 0    |
| Guiné   | 2022  | 6        | 0    |
| Total   | Total | 24       | 0    |

## Títulos
Syrianska IF Kerburan
- Division 2 (Divisão Norte): 2008

Östersunds FK
- Copa da Suécia: 2016–17[10]